# Katok Rigdzin Chenpo Tsewang Norbu
Tertön
- -
Katok Rigdzin Chenpo Tsewang Norbu (1698 — 1755 à Kyirong, Tibet) (tibétain : ཀཿ་ཐོག་ཚེ་དབང་ནོར་བུ, Wylie : Kaḥ thog rig 'dzin chen po Tshe dbang nor bu)  est un lama et un tertön nyingmapa du monastère de Kathok.

## Biographie
Il est né dans la région de Sangan dans le Kham et étudia au monastère de Kathok. 
Il a voyagé au Tibet central, et rencontra de grands maîtres, dont certains de la tradition Jonang, ainsi que le 8e Taï Sitou Rinpoché Situ Panchen. Il a écrit de nombreuses lettres à différents intellectuels dont le Mongol Gung Gombojab. Ces écrits concernent l’histoire, et comprennent des copies d’inscriptions des VIIIe et IXe siècles, ainsi que des textes de rituels bouddhistes. Il a travaillé pour le gouvernement du Tibet de l’époque en tant qu’émissaire et pacificateur parmi les princes guerriers du Ladakh. Il s’est impliqué dans la restauration des stupas de Swayambhunath et de Boudhanath au Népal.
Il fut un fervent de l’approche Shentong sur laquelle il a écrit plusieurs ouvrages, ainsi que sur les tantra de  Kalachakra.
Katok Tsewang Norbu reçu des enseignements Kagyupa du 12e Karmapa et lui transmit en retour des enseignements Nyingmapa. 
Katok Tsewang Norbu eu une vision du lieu où naquit le 13e Karmapa, il a transmis des enseignements Nyingma au 13e Karmapa.
Il existe trois éditions de ses œuvres en tibétain : 
- gSung ’bum en 4 volumes, Kargyud Sungrab Nyamso Khang, Darjeeling, 1973 ;
- gSung ’bum en 6 volumes, Damchoe Sangpo, Dalhousie, 1976-1977 ;
- gSung ’bum en 3 volumes, Krung go’i bod rig pa dpe skrun khang, Pékin, 2006.

On lui attribue, parmi de nombreux autres écrits, deux textes relatifs au cycle de Dzogchen du dGongs pa zang thal : 
- Le bKa’ yang gsang bla na med pa rdzogs chen kun bzang dgongs pa zang thal gyi khrid kyi ’chad thabs ’od kyi ’khor lo, inachevé ;
- Le Chos dbyings lam bzang, manuel de pratique du Ka dag rang byung rang shar, dont l'auteur, Kha’u dGa’ ldan pa Chos dbyings rang grol, est certainement Tsewang Norbu[2], même si ce n'est pas connu de la tradition tibétaine et même si ce texte n'a pas été compilé dans les éditions mentionnées ci-dessus.